# Ясківка червономорська
Ясківка червономорська (Petrochelidon perdita) — вид горобцеподібних птахів родини ластівкових (Hirundinidae). 

## Поширення
Вид відомий лише за типовим зразком, знайденим мертвим у травні 1984 року на маяку Санганеб у Червоному морі, на північний схід від міста Порт-Судан (Судан). Непізнаних скельних ластівок, можливо, цього виду, бачили в озері Лангано (близько 20 птахів) і в національному парку Аваш (3-8 птахів) у Рифтовій долині в Ефіопії. Немає іншої інформації щодо ареалу виду, чисельності популяції та тенденції, бажаного середовища проживання та потенційних загроз.

## Екологія
Переважне середовище існування цього виду невідоме, але його морфологія схожа на групу видів «скеляста ластівка», інші члени якої віддають перевагу відкритим місцевостям (наприклад, лукам або гірським місцевостям), часто поблизу скель та/або води та/або людського житла.